# Racismo internalizado
Racismo internalizado é uma forma de opressão internalizada, definida pela socióloga Karen D. Pyke como a “ internalização da opressão racial pelos racialmente subordinados”. Em seu estudo The Psychology of Racism,Robin Nicole Johnson enfatiza que o racismo internalizado envolve tanto “aceitação consciente e inconsciente de uma hierarquia racial na qual os brancos são consistentemente classificados acima de pessoas de cor.” Essas definições englobam uma ampla gama de instâncias, incluindo, mas não se limitando a crença em estereótipos raciais negativos, adaptações a padrões culturais brancos e pensamentos que apoiam o status quo (ou seja, negar que o racismo exista).
O racismo internalizado como um fenômeno é um produto direto de um sistema de classificação racial, sendo encontrado em diferentes grupos raciais e regiões ao redor do mundo onde o conceito de raça existe como uma construção social. Nestes locais, o racismo internalizado pode ter efeitos adversos naqueles que o experimentam. Por exemplo, os altos índices de racismo internalizados têm sido associados a maus resultados de exames de saúde entre as mulheres negras caribenhas, a maior propensão à violência entre jovens do sexo masculino afro-americanos e aumento da violência doméstica entre populações nativas americanas nos EUA.
As respostas ao racismo internalizado foram variadas. Muitas das abordagens se concentram em dissipar as falsas narrativas aprendidas com a opressão racial. Um exemplo de oposição ao racismo internalizado é o movimento cultural “Black is beautiful” nos EUA, que procurou “atacar diretamente [a] ideologia” de que a negritude era feia.

## Exemplos por região

### Brasil

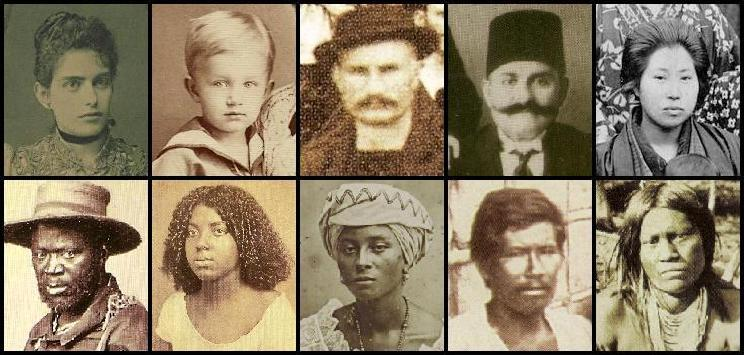
Brasileiros de diferentes etnias do final do século XIX até o início do século XX

Como os brasileiros têm muitas origens étnicas diferentes, raça no Brasil é frequentemente conceituada como uma democracia racial: um sistema que envolve tanto o casamento inter-racial e a interação que o racismo sistêmico não é um problema nacional. No entanto, muitos estudiosos contestam essa definição, referindo-se a essa ideia como "o mito da democracia racial”, porque o preconceito e a discriminação baseados na raça ainda prevalecem. No entanto, é importante notar que a raça, como um construto social, tem uma conceituação única no Brasil. Ao contrário da regra  "one-drop" rule usada nos EUA (ou seja, “uma gota” de sangue negro constitui a negritude de uma pessoa), os brasileiros reconhecem um espectro de identidades raciais baseadas em cores.
O primeiro grande exemplo de racismo internalizado no Brasil vem desse espectro. Uma pesquisa nacional de 1976 descobriu que havia mais de 100 termos coloquiais em uso para descrever os fenótipos relacionados à raça. Exemplos desses termos incluem "preto, branco, marrom ou misturado (moreno, mulato), escuro, claro, fechado, sardento e outros. " O uso de vários termos para cor e raça muitas vezes serve como evidência das seguintes noções, entre outras: branco é beleza, branco é limpo, o branco é bem sucedida e o escuro é sujo.
Além disso, a raça no Brasil não se limita a indicadores físicos. Indivíduos que são negros podem ganhar status econômico mais alto e obter reconhecimento como "brancos" ou "branqueado" tanto por brasileiros brancos quanto negros. Isso combina o sucesso econômico com a brancura e a pobreza com a negritude, bem como incentiva a ideia de "branqueamento", seja através da "brancura do dinheiro" ou mistura inter-racial. Isso aumenta a incidência do racismo internalizado fazendo com que os brasileiros de todas as raças tenham associações amplamente positivas com a branquitude e associações amplamente negativas com a negritude.